# Gemischtes Hack (Podcast)
Gemischtes Hack ist eine deutschsprachige Comedyshow von Autor und Moderator Tommi Schmitt zusammen mit Comedian Felix Lobrecht, die als wöchentlicher Podcast beim Streaminganbieter Spotify erscheint. Sie gilt als erfolgreichster Podcast im deutschsprachigen Raum und war 2020 sowie 2021 der einzige nicht-englischsprachige in den weltweiten Podcast-Top-10 von Spotify.

## Geschichte
Die erste Folge von Gemischtes Hack wurde am 27. September 2017 über den Online-Musikdienst SoundCloud veröffentlicht. Der Titel des Podcasts stand zum Zeitpunkt der Aufnahme der ersten Folge noch nicht fest. Neben Gemischtes stand auch der Name Halb/Halb im Raum. Beide Titel sollen zum Ausdruck bringen, dass der Podcast eine Zusammenarbeit der Moderatoren darstellt, in der beide Partner durch die Eigenheiten ihrer Biografie zum Charakter des Podcasts beitragen. Später wurde der Titel Gemischtes um die englische Bedeutung des Wortes hack erweitert, indem Lifehacks eine wesentliche Komponente des Podcasts wurden. Diese stammen entweder von Tommi Schmitt, Felix Lobrecht oder der Community von Gemischtes Hack.
Nach Veröffentlichung der ersten Folge waren beide Moderatoren von der positiven Resonanz überrascht. Die Zahl der regelmäßigen Hörer stieg stetig und machte Gemischtes Hack zum zeitweise meistgehörten deutschsprachigen Podcast. Seit September 2019 hält der Streaming-Dienst Spotify die Exklusivrechte am Podcast.
2021 verkündete Spotify-Managerin Saruul Krause-Jentsch die Verlängerung der Zusammenarbeit mit dem Podcast für weitere drei Jahre.
Seit September 2024 ist der Podcast auch als Video-Podcast verfügbar. Dabei nehmen sie den Podcast in einem eigenen Studio in Berlin auf.
Im Mai 2025 machten die beiden Podcaster Schmitt und Lobrecht in Folge 300 bekannt, dass die Kooperation mit Spotify weitere zwei Jahre stattfinden werde.

## Inhalt
Lobrecht beginnt jede Folge mit einem Rapzitat, das teilweise aktuelle Relevanz hat oder eine Brücke zu den Themen des Podcasts schlägt. Die Folge #74 ICH BRAUCH NE GUN ist insofern eine Ausnahme, als Lena Meyer-Landrut ein ironisch-despektierliches Rapzitat über sich selbst vorliest, das von dem Künstler Tarek von K.I.Z stammt.
Die Episoden stellen stets einen Dialog der beiden Künstler dar und folgen, abgesehen von einigen regelmäßigen Rubriken, keinem festen Schema. Vielmehr erzählen Schmitt und Lobrecht Anekdoten aus ihrer Vergangenheit und ihrem beruflichen Alltag. Der Humor ergibt sich häufig aus den Biografien der beiden Moderatoren. Während Lobrecht seine Kindheit und Jugend in Berlin-Gropiusstadt verbrachte, wuchs Schmitt als Sohn eines Arztes im Kreis Lippe auf. Die jeweilige Sozialisierung der beiden ist häufig Thema des Podcasts und Gegenstand der Witze.
Die einzige Rubrik, die in nahezu allen Folgen vorkommt, ist Fünf schnelle Fragen (an …).
Seit April 2020 wird diese Rubrik in einem wöchentlichen Interview-Format mit wechselnden Gästen weitergeführt. Gäste der ersten Staffel dieses Formates waren Mai Thi Nguyen-Kim, Mats Hummels, der Social Entrepreneur Simon Böhnlein, Juju, Christian Ulmen sowie Linda Zervakis. Gäste der zweiten Staffel waren RIN, Sara Nuru, Luisa Neubauer, Hassan Akkouch, $ick und Raul Krauthausen.
Im Laufe des Formats hat sich zudem verankert, dass die beiden, in Anspielung auf den Podcast-Titel, Lifehacks teilen, die entweder von ihnen oder aus der Community stammen, mit der sie über Twitter und Instagram kommunizieren. Manche Kategorien wie das Erfolgserlebnis der Woche wurden im weiteren Verlauf wieder aus dem regelmäßigen Programm einer Folge genommen und werden nur noch unregelmäßig behandelt.
Im November 2021 veröffentlichten Lobrecht und Schmitt, als fiktives Ballermann-Duo Die Sacknähte, zusammen mit Ikke Hüftgold, den Song Unten kommt die Gurke rein, welcher auf Tonspuren der Folge #162 SEX-CORONA basiert. Die Einnahmen aus der Veröffentlichung sollen für die Seenotrettung im Mittelmeer gespendet werden.

## Running Gags
- Lobrecht erzählt, er habe in Marburg Politikwissenschaft studiert, was die wenigsten wüssten.
- Die letzten Worte der Sendung werden Schmitt von Lobrecht zugesprochen, das tatsächlich letzte Wort ist meistens dann doch von Lobrecht.
- Der Kindheitsfreund, welcher nicht mehr gegrüßt wurde, da Schmitt zu cool geworden ist.
- Warane „hole“ man sich von oben.
- Ein sich wiederholender und als Insider deklarierter Ausruf: „Fabi Herbers Fußballgott“, jedes Mal, wenn es um Fußball geht.
- Felix bewertet Aussagen mit dem Namen des Sprechers des ehemaligen Bundesinnenministers Horst Seehofer, Steve Alter. Hintergrund ist die Assoziation des Vornamens mit der sich anschließend in der Jugendsprache als Beleidigung bzw. Anrede angesehenen Ergänzung „Alter“. „Steve, Alter“ wird damit zur Redewendung einer humoristischen Nachfrage.
- Alle Deutschen der Altersgruppe der über 45-Jährigen werden kategorisch als „Ingos und Monis“ bezeichnet.
- Als „Dinge, die andauernd sind“ bezeichnen Felix und Tommi die Ergebnisse, die eigentlich selten sind, aber in der Wahrnehmung öfter stattfinden, zum Beispiel Leichtathletik-EM oder Europawahlen.
- Die allgemeine Nerz-Situation in Bezug auf die Corona-Pandemie (z. B. hunderttausendfache Keulung).
- Dänemark sei kein Land.
- Felix’ Sticheleien, dass Tommi ja noch kein Buch geschrieben habe.
- Lobrecht verabschiedet sich gerne am Ende der Folge mit „Rüssel“. (Entstand mit seinem Bruder, aus Verabschiedung „Tschüss“ wurde „Tschüsseldorf“, daraus wurde „Rüsseldorf“, woraus letztendlich „Rüssel“ wurde.)

## Rubriken
- Fünf schnelle Fragen (an …): Rubrik, in der einer der beiden Moderatoren dem anderen fünf Fragen stellt und die in der Regel anschließend von beiden beantwortet werden.
- Fünf schnelle Fragen an: Zur Zeit der Corona-Pandemie haben Lobrecht und Schmitt zusätzliche Folgen mit externen Gästen wie Mats Hummels, Christian Ulmen, Sara Nuru und RIN aufgenommen. Diese wurden samstags veröffentlicht.
- Lifehacks: Tipps, mit denen man alltägliche Probleme lösen oder mit ihnen umgehen kann.
- Overrated Hack: Nennung eines Gegenstands oder eines Lifehacks, der zu Unrecht einen guten Ruf genießt.
- Underrated Hack: Gegenstück zu Overrated Hack; Gegenstand oder Lifehack, der einen besseren Ruf verdient.
- Fail der Woche: Bericht über peinliche oder unangenehme Erlebnisse, die ihnen seit Aufnahme der letzten Folge passiert sind.
- Erfolgserlebnis der Woche: Gegenstück zu Fail der Woche; die beiden berichten von positiven Erlebnissen der vergangenen Woche.
- Tommis Detektei: Schmitt stellt eine These auf, die er durch absurde Schlussfolgerungen scheinbar beweist (Beispiel: Lobrecht ist ein Fisch).[14]
- Grundlegendes: Lobrecht erklärt politische und gesellschaftswissenschaftliche Themen.
- Kickflip Ollie Cool – Tommi ist Street: Schmitt erklärt Persönlichkeiten, die in den meisten Städten als Straßen- oder Platznamen bekannt sind, beispielsweise wurde in der Folge #103 DIE SUPER SEX-LÜGE zu Friedrich Ebert ausgeführt.
- Tommis kleine Zeitung: Schmitt vermittelt kurze und knappe Informationen im Stil der großen Tages- oder Wochenzeitungen, aus den unterschiedlichen Ressorts, wie z. B. Wissen, Politik oder Feuilleton.
- Fernsehtipps: Schmitt unterrichtet die Hörer über das Fernsehprogramm für die folgenden Tage.
- Tommis Ekelfolgen: Auszüge aus vermeintlich normalen biologischen Erscheinungen am Menschen als humoristisches StandUp
- Was macht … gerade?: Lobrecht und Schmitt beschreiben, was mal mehr und mal weniger bekannte Promis wohl gerade in diesem Moment machen.
- Wörter, die sehr gut gewordet sind: Ein Wort, das genau so klingt wie die Sache, die es beschreibt (Beispiel: Globus oder Pfropfen).
- Dinge, die irgendwie rechts sind: Verhaltensweisen, die nicht per se politisch rechts einzuordnen sind, jedoch häufig damit assoziiert werden bzw. ihrer Meinung nach so wirken (Beispiel: Tiere als Profilbild oder ein zu großes Taschenmesser besitzen)
- Alltags-Arsch-Kaka: Alltagssituationen, die das Leben umständlich machen bzw. noch Optimierung benötigen. Offiziell eingeführt in Folge #223 VATERLAND.
- Wer wird Hackionär: Die beiden stellen sich gegenseitig Fragen, die in der Art auch bei der bekannten Fernsehshow Wer wird Millionär gestellt wurden. Das erste Mal in Folge #217 TOMMIS KLEINE OASE
- Dinge, die bei reichen Leuten gut und bei armen Leuten schlecht sind: Dinge, die positiv gesehen werden, wenn man reich ist, aber negativ, wenn man arm ist (Beispiel: mehrere Sprachen sprechen, wenig arbeiten).
- Kabinett lernen, einfache Eselsbrücken um Namen von Ministern und Ministerinnen zu verinnerlichen.

## Musik
Unter dem Projektnamen Die Sacknähte veröffentlichten Tommi Schmitt und Felix Lobrecht den Partyschlager Unten kommt die Gurke rein (El Arenal) zusammen mit Ikke Hüftgold. Die Textzeile „Malle ist nur einmal im Jahr, außer man fährt öfters“ basiert auf Folge 162 des Podcasts. Die Single erreichte Platz 48 der deutschen Charts.

## Rezeption

### Reichweite und Einfluss
Gemischtes Hack verzeichnet etwa 1,1 Millionen wöchentliche Hörer und zählt zu den erfolgreichsten deutschsprachigen Podcasts. Auf der Jahreshitliste 2019 des Streaming-Anbieters Spotify belegte Gemischtes Hack Platz 3 der meistgestreamten Podcasts weltweit. Deutschlandweit belegte das Format Platz 1.
Einige Aktionen von Gemischtes Hack erfahren große Resonanz in den sozialen Netzwerken, wie etwa der ironische Hashtag #unsereweiber, mit dem die beiden Künstler Solidarität mit der deutschen Fußballnationalmannschaft der Frauen bekunden und Sexismus gegenüber dem Frauensport verurteilen. Die ARD Sportschau griff die Aktion des Podcasts auf und Spielerinnen der Mannschaft teilten den Hashtag. Im Rahmen der Sportschau äußerten sich die beiden Künstler zu ihrer Hashtag-Aktion.
Es existieren mehrere aktive Fan-Accounts auf der Social-Media-Plattform Instagram, die beispielsweise Lifehacks aus den Folgen sammeln und hochladen, gemalte Folgenzusammenfassungen erstellen oder Zitate hochladen und eine Folgensuche ermöglichen.

### Kritik
Janina Lambrich von Puls sagt, bei Gemischtes Hack halten sich platte Gags sowie ernste und aktuelle Themen die Waage. Zudem können die beiden „nicht nur witzig sein, sondern beziehen bei ernsteren Themen, wie zum Beispiel dem Fleischkonsum der Deutschen oder jeglichem Extremismus, ganz klar Stellung“.
Lena Steeg vom Stern meint, die beiden Moderatoren mit ihren gegensätzlichen Biografien erörtern aktuelle Themen und „treffen dabei einen Ton, den viele in der restlichen Medienlandschaft vermissen“.
Toni Lukic von Watson urteilt, es sei ein Wunder, dass sich Tommi Schmitt und Felix Lobrecht gefunden haben. Was sie jedoch verbinde, sei der dunkle Humor. Er sieht in Gemischtes Hack das „Gespräch zweier Typen, die sich in ihren Theorien intellektuell hochschaukeln und aus jedem noch so kleinen Lebenswinkel das Lustige herauspressen“.

### Auszeichnungen
Im Frühjahr 2020 wurde in Deutschland mit dem Deutschen Podcastpreis erstmals eine offizielle Podcast-Auszeichnung vergeben. Gemischtes Hack wurde in der Kategorie „Publikumspreis“ ausgezeichnet. Beim Deutschen Comedypreis 2020 gewannen Schmitt und Lobrecht die Auszeichnung in der Kategorie „Bester Comedy-Podcaster“. Schmitt und Lobrecht gewannen 2020 die Comedy-Krone der 1-Live-Krone.
Auch 2021 ging beim Deutschen Podcastpreis der Publikumspreis für die „Beste Unterhaltung“ erneut an Gemischtes Hack. Beim Deutschen Comedypreis 2021 wurde Gemischtes Hack erneut in der Kategorie „Bester Comedy-Podcast“ ausgezeichnet.